# 萬隆集應廟

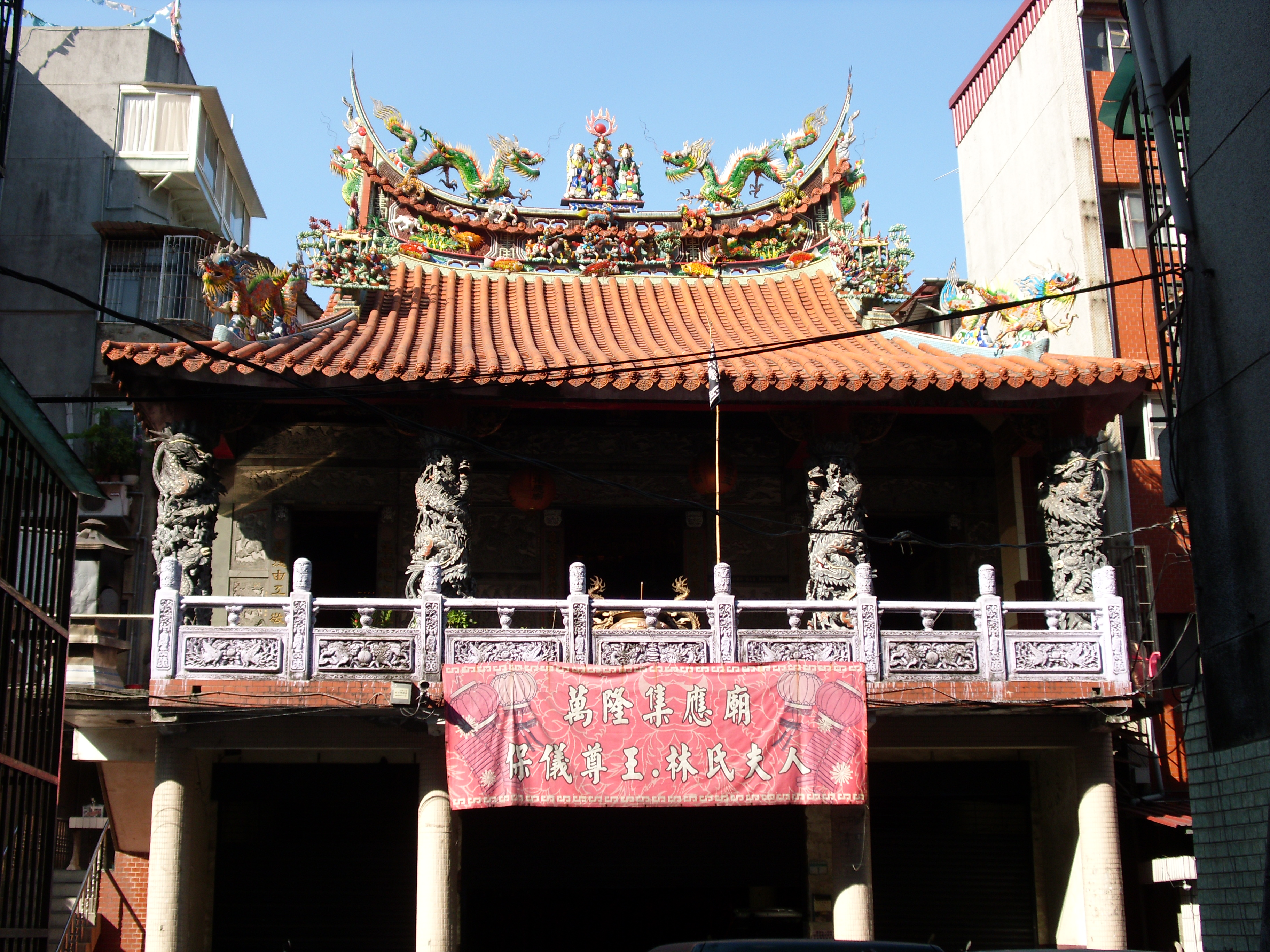
正面

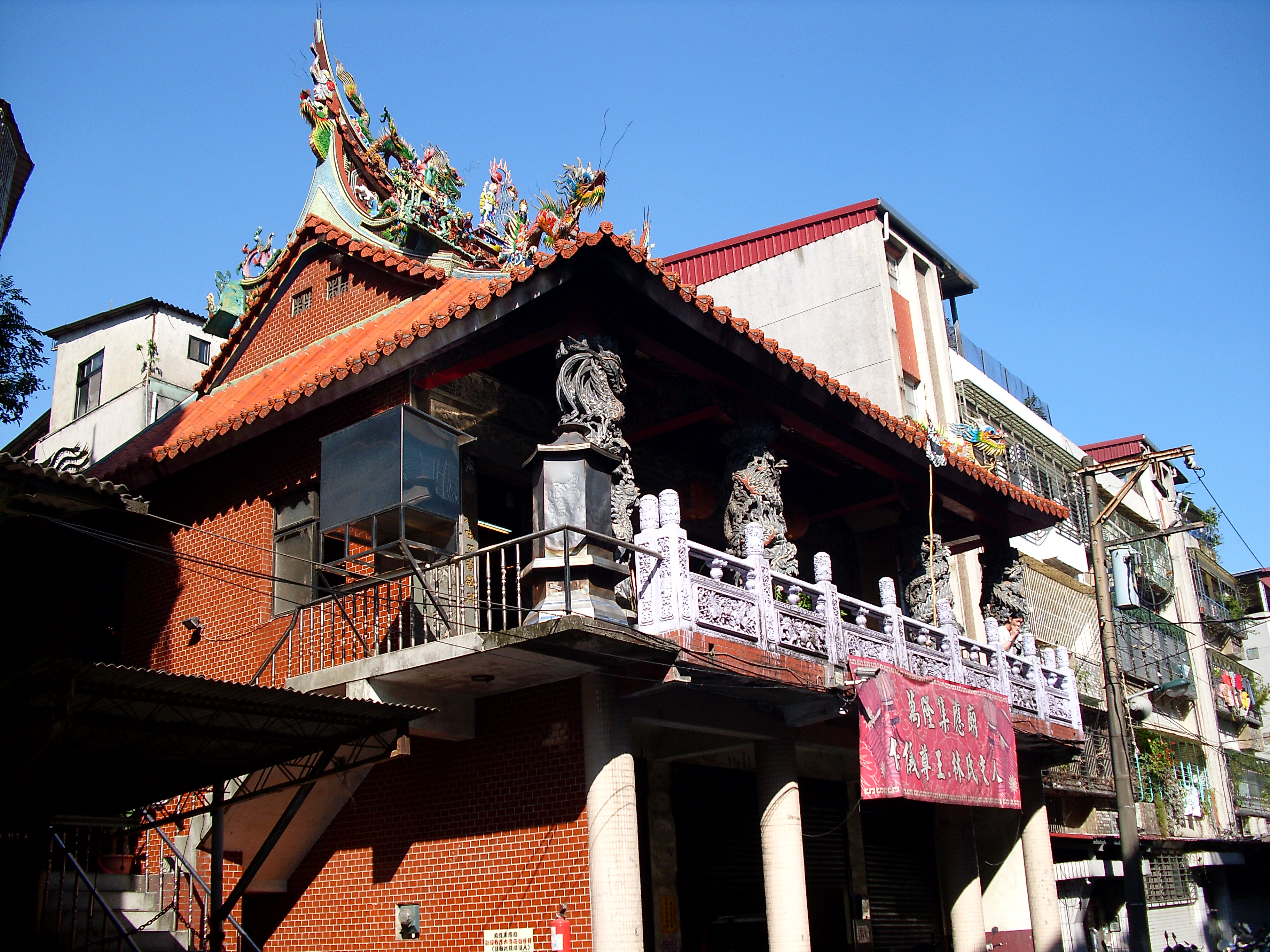
側面

萬隆集應廟，又稱雙忠廟、尪公廟等。主祀雙忠（即尪公，保儀尊王與保儀大夫），分香自福建安溪大坪集應廟，清穆宗同治二年（1863年）建廟，位於臺北市羅斯福路五段211巷1號2樓，現是當地居民的信仰中心。

## 簡史
清康熙年間，福建省安溪縣大坪有高、林、張三姓移民，前往臺灣臺北，由大坪集應廟奉請尪公（保儀尊王）聖像、夫人媽（保儀尊王的配偶，封「申國夫人」，又稱尪媽或尪娘）聖像與香爐，隨行護佑，議定三姓輪流奉祀，而後三姓人士各自開墾，分別遷居北投、淡水、景美、木柵、大安、新店、深坑、石碇各地。
清文宗咸豐三年（1853年）發生頂下郊拚事件，臺北情勢嚴峻，三姓人士決議分家避禍，取出三聖物：尪公聖像、夫人媽聖像、香爐，抽籤分配，高姓人士抽得尪公聖像（今日景美集應廟），林姓人士抽得夫人媽聖像（今日萬隆集應廟），張姓人士抽得香爐（今日木柵集應廟）。三姓人士各自請藝師雕塑其餘缺乏之神像，以建廟奉祀。
林姓人士在清穆宗同治二年（1863年）立廟於三塊厝（今日臺電公司文山區變電所附近），日治時代大正十年（1921年）由當地士紳林金隆獻地，遷廟建於現址，1947年整修；1985年重建，並將一樓規劃為里民活動中心，二樓以上祀奉神明。

## 外部連結
- 文山學 集應廟